# Ankerskogen svømmehall
Ankerskogen svømmehall ligger i Hamar og er en af Norges største swimmingpools. Da den åbnede den 24. april 1981, var den også Nordeuropas største.
Swimmingpoolen har fire swimmingpools: en hovedpool og en mindre pool, der bruges til svømning og svømning, en handicappool med varmt vand og en børnepool, hvor den er lavvandet. Det højeste dykkertårn er 10 meter. Aktiviteterne i anlægget omfatter leg, wellness, svømning, dykning, vandaerobic, vandspinderi, vandgymnastik, babysvømning, dykning, kajak osv. Feriestedet skiller sig ud som et vandland og har også udendørs områder til solbadning, udendørs aktiviteter, grill osv.

## Bilder
- Indgangen efter genoptræning og udvikling i 2014.
- Indgang og dele af parkering i efteråret 2021, som det ser ud efter rehabilitering og udvikling i 2014.
- Ankerskogen svømmehal, i maj 2007 før rehabilitering og udvikling i 2014.
- Det 10 meter høje dykkertårn før genoptræning og udvikling i 2014.
Foto: Thomas Andersen
- Før rehabilitering og udvikling i 2014.
Foto: Thomas Andersen

## Eksterne links
- Ankerskogen svømmehall

60°48′14″N 11°04′01″Ø / 60.804°N 11.0669°Ø